# Maro Joković
Maro Joković (* 1. října 1987, Dubrovnik, Jugoslávie) je chorvatský vodní pólista. Na Letních olympijských hrách 2012 v Londýně získal zlatou medaili. Byl i účastníkem olympijských her 2008, kde Chorvatsko obsadilo 6. místo. Je též mistrem světa z roku 2007.